# Denise Sommers
Denise Sommers (* 3. April 1969 in Cardiff, Wales) ist eine ehemalige niederländische Squashspielerin.

## Karriere
Denise Sommers war Ende der 1980er- und in den 1990er-Jahren auf der WSA World Tour aktiv. Ihre beste Platzierung in der Weltrangliste erreichte sie mit Rang 24. Mit der niederländischen Nationalmannschaft nahm sie 1992, 1994, 1996 und 2000 an der Weltmeisterschaft teil, zudem stand sie mehrfach im Kader bei Europameisterschaften. 1991, 1993 und 1995 belegte sie mit der Mannschaft jeweils den zweiten Platz.
Bei Weltmeisterschaften im Einzel stand Sommers 1992 und 1994 jeweils im Hauptfeld. 1992 erreichte sie nach einem Auftaktsieg die zweite Runde, in der sie Robyn Lambourne in drei Sätzen unterlag, und zog auch 1994 in die zweite Runde ein. Diesmal scheiterte sie in vier Sätzen gegen Claire Nitch. 1990 wurde sie niederländische Vizemeisterin hinter Babette Hoogendoorn. In den Jahren 1995 und 1996 war sie die niederländische Nummer eins, konnte sich aber keinen Meistertitel sichern.
2006 wurde sie Nationaltrainerin Bermudas. Ihr Vater ist Jamaikaner, ihre Mutter Niederländerin.

## Erfolge
- Vizeeuropameisterin mit der Mannschaft: 1991, 1993, 1995
- Niederländische Vizemeisterin: 1990